# Norimichi Yamamoto
Norimichi Yamamoto (født 25. juli 1995) er en japansk fodboldspiller, som spiller for den japanske fodboldklub Zweigen Kanazawa.